# Jakowlew Jak-30
Die Jakowlew Jak-30 (russisch Яковлев Як-30, NATO-Codename Magnum) ist ein sowjetischer Strahltrainer zur Schulung von Jetpiloten aus dem Experimental-Konstruktionsbüro (OKB) Jakowlew von 1960.

## Geschichte
Dieses Muster entstand aufgrund einer Ausschreibung für einen Standardstrahltrainer für die Luftstreitkräfte des Warschauer Paktes als Konkurrenz zur polnischen TS-11 Iskra sowie der tschechoslowakischen L-29 Delfin. Der Auftrag wurde am 31. Juli 1958 erteilt und die Entwicklung begann Ende der 1950er Jahre als Jak-104. Bei der Konstruktion orientierte sich das OKB an seiner in den 1940er Jahren entstandenen Reihe an leichten, einstrahligen Jagdflugzeugen, von denen einige Baugruppen wie Tragflächen und Fahrwerk übernommen wurden. Das Höhenleitwerk der Jak-23 diente etwas vergrößert ebenso als Vorlage wie auch das Seitenleitwerk des ebenfalls als Jak-30 benannten Jägers von 1948. Der Rumpf war allerdings eine völlige Neukonstruktion.
Der erste Flug fand am 20. Mai 1960 mit dem Piloten Wladimir Smirnow statt. Zusammen mit einem zweiten wenig später fertiggestellten Prototyp (gelbe 50) wurde die 82 Flüge und 43 Flugstunden umfassende Werkserprobung absolviert und im März 1961 abgeschlossen. Gleichzeitig fanden die staatlichen Abnahmeflüge statt, die von zwei weiteren Flugzeugen (gelbe 80 und gelbe 90) ab August 1960 durchgeführt und am 14. August 1961 erfolgreich beendet wurden. Bei den anschließend angesetzten Vergleichsflügen in Monino im September 1961 mit den beiden Konkurrenzmustern schnitt die Jak-30 sehr gut ab. Da die Wartung der Maschine jedoch zu aufwändig und kompliziert war, fiel die Entscheidung letztendlich zugunsten der L-29 aus, die in den nächsten Jahren dann auch in großen Stückzahlen gebaut wurde.
Die Jak-30 wurde trotzdem weiter getestet. Am 22. September 1961 konnte Wladimir Smirnow mit dem Muster 767,3 km/h über eine 15-/25-km-Distanz und somit einen Weltrekord für diese Klasse erfliegen, am 25. September wurde eine Rekordhöhe von 16128 m erreicht. Im November 1961 untersuchte man den dritten Prototyp für eine Verwendung als Erdkampfflugzeug. Dazu erhielt die gelbe 80 zwei Unterflügelstationen, an denen entweder Behälter für ungelenkte Luft-Boden-Raketen oder 100-kg-Freifallbomben mitgeführt werden konnten. Zwei Prototypen wurden im Frühling 1962 zu Steuerflugzeugen umgebaut. Sie dienten einige Jahre als Jak-30KP und Jak-30M zur Fernbedienung von zu unbemannten Drohnen umgerüsteten Jak-25RW-II-Höhenaufklärern.
Eine einsitzige Weiterentwicklung erschien 1961 unter der Bezeichnung Jak-32.
Die Bezeichnung Jakowlew Jak-30 trägt ebenfalls ein Frontjagdflugzeug von 1948, siehe Jakowlew Jak-30 (1948).

## Technische Daten
| Kenngröße             | Daten                                 |
| --------------------- | ------------------------------------- |
| Verwendung            | Strahltrainer                         |
| Besatzung             | 1–2                                   |
| Spannweite            | 9,40 m                                |
| Länge                 | 10,14 m                               |
| Höhe                  | 3,60 m                                |
| Flügelfläche          | 14,30 m²                              |
| Flügelstreckung       | 6,2                                   |
| Leermasse             | 1.434 kg                              |
| Startmasse            | 2.250 kg                              |
| Triebwerk             | eine Strahlturbine Tumanski RU-19-300 |
| Leistung              | 8,82 kN                               |
| Höchstgeschwindigkeit | 660 km/h                              |
| Steigleistung         | 18 m/s                                |
| Gipfelhöhe            | 14.000 m                              |
| Reichweite            | 965 km                                |